# Cécile Paris
Pour les articles homonymes, voir Paris (homonymie).
 (décembre 2017).
Si vous disposez d'ouvrages ou d'articles de référence ou si vous connaissez des sites web de qualité traitant du thème abordé ici, merci de compléter l'article en donnant les références utiles à sa vérifiabilité et en les liant à la section « Notes et références ».
Cécile Paris, née le 21 novembre 1970 à Nancy, est une artiste contemporaine française. Elle vit et travaille à Paris et enseigne à l'École supérieure des beaux-arts de Nantes Saint-Nazaire.
Cécile Paris travaille avec la vidéo, la photographie et plus généralement l'image. 
Comme une chanson, un refrain fait d’images elle offre une vision personnelle d’un monde où flotte un parfum de regret, quelque chose de poétique mêlé à une rébellion masquée.
Elle a notamment travaillé sur « Code de nuit «  un  espace se voulant à la fois plate-forme, atelier, laboratoire, zone de tournage, lieu de performances et de projections vidéos qui a duré pendant plus de trois mois.

## Expositions personnelles
2008
- Paradis, Frieze Art fair, Londres, Angleterre.
- Le sens de la nuit, Le Lieu unique, Nantes, France.
- Te dire, Le Pavillon, Pantin, France.

2007
- Munch und Ornament, Kunstbüro, berlin, Allemagne.
- Occupations, MACVAL, Vitry-sur-Seine, France.

2006
- Cocktail, gallery Michael Steinberg, New York, États-Unis.
- Ambiance, Musée de l'objet, Blois, France.

2005
- Le Manque de naturel, Luxeuil les Bains, France.
- Blind Date, Galerie Eric Dupont, Paris, France.

2004
- 3 vidéo and 3 songs, Location One, New York, États-Unis.
- Paris Parade, Lille 2004, Lille, France.
- Barbès, Station de métro, Paris, France.

## Expositions collectives
2009
- Parcours contemporain, Musée d'art moderne de la ville de Paris, France.
- Sculpteurs de trottoir, Le Quartier, Quimper, France.

2008
- Je reviendrai, MACVAL, Vitry sur Seine, Paris.
- Tool Box, Nantes France.
- Prêt à porter, Kassel, Allemagne.

2007
- Playback, ARC, Paris, France.
- France, la générale, Paris, France.

2006
- Accords excentriques, Chamarande, France.
- Cérémonie, Espace Croisé, Roubaix, France.